# Musée du Montparnasse
Musée du Montparnasse (česky Muzeum Montparnassu) je muzeum v Paříži ve čtvrti Montparnasse. Navazuje na tradici působení umělců v této čtvrti a proto pořádá výstavy moderního umění. Muzeum končí 30. září 2013.
Bylo otevřeno 28. května 1998 a je umístěno v bývalém ateliéru z počátku 20. století, ve kterém pracovala ruská malířka Marie Vasiljevová (1885-1957). Muzeum založili francouzský fotograf Roger Pic (1920-2001) a francouzský spisovatel Jean-Marie Drot (* 1929) a je řízeno neziskovou organizací Přátelé muzea Montparnassu (Les amis du musée de Montparnasse).